# ناصري (لقب مسيحي)

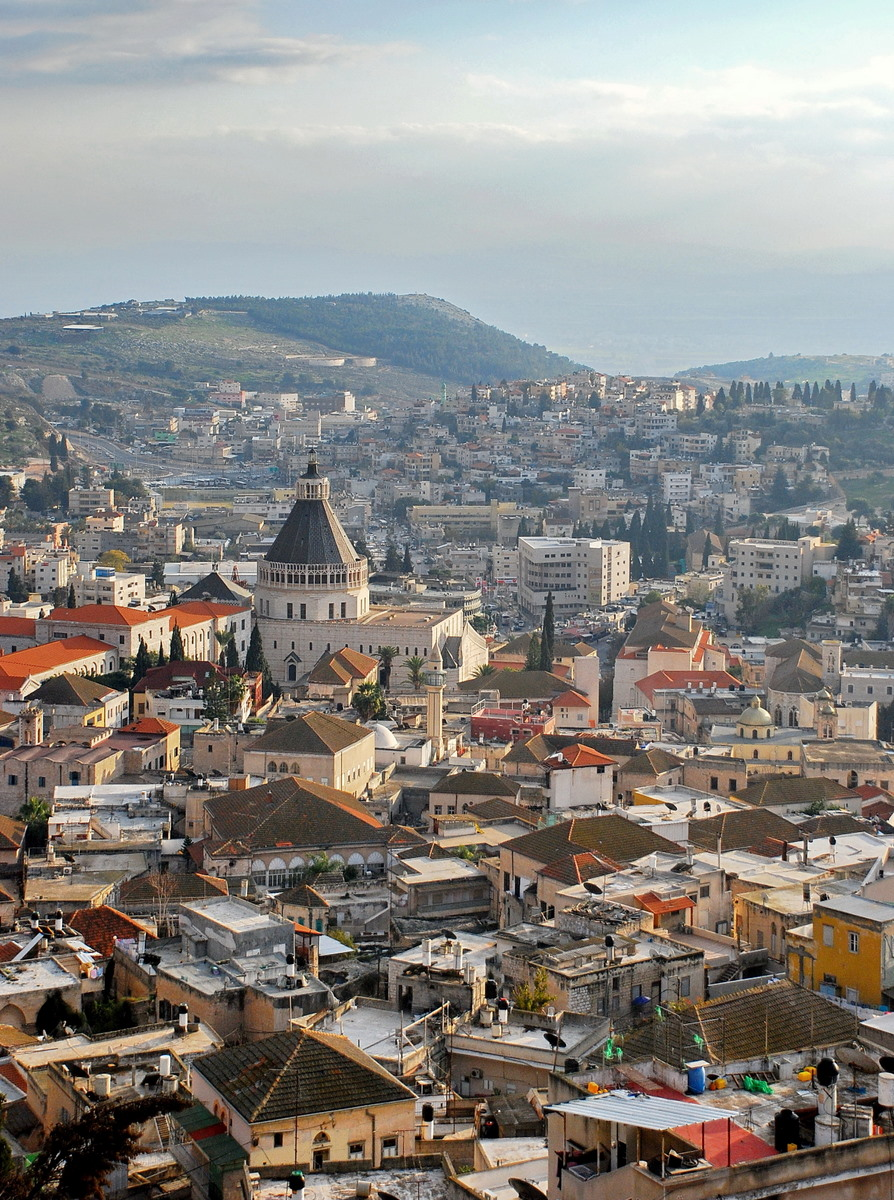
مدينة الناصرة، المدينة التي نشأ فيها يسوع ومن اسم المدينة أشتقت كلمة نصرانية بحسب عدد من الباحثين.

الناصري هي إحدى التسميات التي أطلقت على يسوع، والذي حسب رواية العهد الجديد، نشأ في مدينة الناصرة، وهي بلدة في الجليل. يتم استخدام الكلمة لترجمة اثنين من المصطلحات ذات الصلة التي تظهر في العهد الجديد (باليونانية: Nazarēne وNazōraios). ويمكن أيضا أن العبارات المقدمة عادة على أنها «يسوع من الناصرة» أو «يسوع الناصري»، وعنوان «الناصري» قد يكون له أهمية دينية بدلاً من مكان المنشأ. كلا Nazarene وNazorean هي اشتقاق من الناصرة.
إنجيل متى يفسر أن الناصري لقب مشتق من النبوة «وسوف يطلق عليه الناصري»، ولكن هذا لا يوجد لديه مصدر واضح في العهد القديم. ويرى بعض العلماء أنه يشير إلى فقرة في سفر أشعياء، عمومًا القراءة اليونانية للكلمة العبرية نذير (بالعبرية: נזיר) تفهم على أنها تسمية ماشيحية. آخرون يشيرون إلى مقاطع من سفر القضاة يطلق على شمشون تسمية النذير هي تختلف بحرف واحد عن الكلمة (اليونانية: Ναζωραιος).
تذكر الموسوعة البريطانية أن التسمة اليهودية (بالعبرية: נָצְרַוּת) والإسلامية نصرانية هي مرادف وتسمية أخرى للديانة المسيحية.

## التسميات
على الرغم من أن المسيحيين العرب المعاصرين لا يحبذون تسمية نصارى ويطلقون على أنفسهم مصطلح مسيحيين. إلاّ أن تسمية نصارى ونصرانية تعود أصولها إلى قبل الإسلام، حيث يعود أصل هذه التسمية إلى تسمية «يسوع الناصري» المنحدر من مدينة الناصرة، وقد أطلق اليهود اسم «نصارى» على المسيحيين لأنهم رفضوا الاعتراف بكونه المسيح المنتظر، وهكذا انتقلت التسمية إلى شبه الجزيرة العربية، وبعد ظهور الإسلام أخذ القرآن هذه التسمية واطلقها على المسيحيين. وحتى القرن التاسع عشر وأوائل القرن العشرين أطلق المسيحيين العرب على أنفسهم كتعريف ذاتي تسمية نصارى.

### في المسيحية السريانية
يطلق غالبًا مسيحيين القديس توما وهي جماعة مسيحية تتبع التقاليد المسيحية السريانية وتعيش في ولاية كيرالا في الهند على أنفسهم تسمية «ناصري» و«نصرانية». ويتبنى مسيحيو مار توما العديد من التقاليد المسيحية اليهودية.

### في الإسلام
النصرانية هو الاسم الذي يطلقه القرآن على أتباع نبي الإسلام عيسى الناصري بن مريم. وبحسب القرآن، فقد سمى أتباع عيسى أنفسهم بالنصارى: ﴿لَتَجِدَنَّ أَشَدَّ النَّاسِ عَدَاوَةً لِلَّذِينَ آمَنُوا الْيَهُودَ وَالَّذِينَ أَشْرَكُوا وَلَتَجِدَنَّ أَقْرَبَهُمْ مَوَدَّةً لِلَّذِينَ آمَنُوا الَّذِينَ قَالُوا إِنَّا نَصَارَى ذَلِكَ بِأَنَّ مِنْهُمْ قِسِّيسِينَ وَرُهْبَانًا وَأَنَّهُمْ لَا يَسْتَكْبِرُونَ ۝٨٢﴾ [المائدة:82]. وقد ورد لفظ نصارى في القرآن 13 مرة [محل شك]. يفضل فقهاء المسلمين تسمية النصارى والنصرانية على أتباع الديانة المسيحية.

### في اليهودية
اعترض اليهود على يسوع ورفضوا ادعاءه بأنه هو المسيح المنتظر، ولا يؤمن اليهود بالإنجيل وحتى الآن هم بانتظار الماشيح الذي على حد إيمانهم لم يظهر بعد. وبالتالي فإن المصطلح التلمودي للمسيحيين في اللغة العبرية هو (بالعبرية: נוּצְריְם) ويعني أتباع الناصري، وتلفظ نَتسْروت وهي من جذر يقابل الجذر العربي ن.ص.ر. والكلمة مشتقة من مدينة الناصرة (بالعبرية: נָצְרַת)، والناصرة هي مدينة في شمال فلسطين، والتي فيها نشأ يسوع. في حين يشار إلى اليهود المسيحيين أو اليهود الميسانيين في اللغة العبرية الحديثة باسم (بالعبرية: יְהוּדִים מָשִׁיחַיים).

## علاقة محتملة لمجموعات أخرى

### الناصريون
في حين هناك رأي آخر يعتقد أن كلمة نصرانية مشتقة من الكلمة العبرية (بالعبرية: נזיר) وتعني عند اليهود «الذي ينذر نفسه طواعية لله» كما ورد في سفر العدد 6 (1-21): «1 وَقالَ اللهُ لِمُوسَى: 2 «قُلْ لِبَني إسْرائِيلَ: إنْ تَعَهَّدَ رَجُلٌ أوِ امْرأةٌ بِأنْ يَنذِرَ نَفسَهُ، مُكَرِّساً نَفسَهُ للهِ، 3 فَعَلَيهِ أنْ يَمتَنِعَ عَنْ شُربِ الخَمرِ وَالشَّرابِ المُسكِرِ، وَحَتَّى عَنْ شُرَبِ عَصِيرِ العِنَبِ وَأكلِ العِنَبِ الطّازِجِ أوْ الزَّبِيبِ 4 طِيلَةَ أيّامِ نَذرِهِ. لا يَأكُلْ شَيئاً مِنْ نِتاجِ الكَرمَةِ أوْ بُذُورِ العِنَبِ أوْ قِشرِهِ...». سمي هؤلاء الذين ينذرون أنفسهم لله Ναζιραιος (Nazirite) باللغة اليونانية، وهي تختلف بحرف واحد عن كلمة Nazorean" (Ναζωραιος)" أي الناصريين وهي الطائفة المسيحية اليهودية التي آمنت بأن يسوع الناصري كان رجلاً عادياً ونبياً من الأنبياء، ولكن ليس المسيح المخلص المنتظر، كما أنها رفضت تأليه يسوع، ورفضت اعتبار بولس الطرسوسي رسولًا، وحافظت على شريعة التوراة ويوم السبت، وأنكرت يوم الأحد والأناجيل الكنسية الأربعة. وقد وجدت هذه الطائفة في مناطق محدودة مثل صحراء الحجاز، ويعتقد باحثون مسلمون أن ورقة بن نوفل الذي شهد بنبوة الرسول محمد كان ينتمي إليها. يرى بعض الباحثون المعاصرون أن بولص الطرسوسي هو واضع الاعتقاد بأن يسوع الناصري هو المسيح المخلص المنتظر.

### المندائية
استخدم أتباع المندائية في العراق مصطلح "Nasorean" في تاريخهم، توصف إحدى النصوص المقدسة لديهم أصولها والهجرة من القدس: «وتخل ستين ألفا من Nasoreans علامة سبعة ودخلوا تلال ميديان، وهو المكان الذي كنا فيه أحرار من هيمنة كل الأجناس الأخرى....».
وقد اختلفت النظريات حول أصل المندائيين على نطاق واسع. خلال القرن ال19 ناقش كل من ويلهلم بوسات، ريتشارد ريتزدينستن ورودولف بولتمان أن المندائيين هم جماعة تعود أصولها إلى عصور ما قبل المسيحية، وذلك بالتوازي مع نظرية بولتمان أن الغنوصية سبقت إنجيل يوحنا.
العلماء المختصين في المندائية يعتبرون أن أصول هذه الجماعة تعود إلى عصور ما قبل المسيحية. ومع ذلك، لم يتم العثور على أي دليل على ذلك قبل القرن الثاني. وهم يدعون أن يوحنا المعمدان كان عضوًا (وزعيم) في هذه الطائفة؛ حيث أن نهر الأردن هو سمة أساسية في مذهبهم وعقيتدهم في المعمودية. ومع ذلك منذ 1960 اتخذ العلماء في مندائية موقفًا استقر على أن أصول هذه الجماعة تعود إلى القدس، ولكن ليس إلى قبل المسيحية.